# Automolis
Automolis is een geslacht van vlinders van de familie spinneruilen (Erebidae).

## Soorten
- A. abyssinibia Strand, 1920
- A. atrivenata Kiriakoff, 1956
- A. aurantiifusa (Rothschild, 1913)
- A. benitensis Holland, 1893
- A. bicolora (Walker, 1856)
- A. bipartita Kiriakoff, 1973
- A. brunneipennis Hering, 1932
- A. burgessi Kiriakoff, 1957
- A. burra Schaus & Clements, 1893
- A. burungae Debauche, 1942
- A. cameruna Hampson, 1914
- A. capricornis Kiriakoff, 1957
- A. carmel Kiriakoff, 1957
- A. cinctella Kiriakoff, 1953
- A. cinereoguttata Strand, 1912
- A. confederationis Kiriakoff, 1961
- A. contrasta Bethune-Baker, 1911
- A. costalis Kiriakoff, 1973
- A. crassa (Felder, 1874)
- A. crocina Kiriakoff, 1973
- A. chapini Holland, 1920
- A. chryseis Kiriakoff, 1973
- A. denisae Dufrane, 1945
- A. deriemaeckeri Kiriakoff, 1953
- A. didyma Kiriakoff, 1957
- A. dracuncula Kiriakoff, 1957
- A. epimela Kiriakoff, 1979
- A. erlangeri Rothschild, 1910
- A. fario Kiriakoff, 1957
- A. ferrigera Druce, 1910
- A. flaviceps Hampson, 1898
- A. flaviciliata Hampson, 1907
- A. flavicincta Aurivillius, 1900
- A. flavivena Hampson, 1900
- A. fletcheri Kiriakoff, 1958
- A. flora Kiriakoff, 1957
- A. forsteri Kiriakoff, 1955
- A. fuliginosa (Kiriakoff, 1953)
- A. fulvia Hampson, 1901
- A. fusca Hampson, 1901
- A. galla Rougeot, 1977
- A. haematica Holland, 1893
- A. haematosphages Holland, 1893
- A. haematoëssa Holland, 1893
- A. haemotricha Hampson, 1905
- A. hebenoides Kiriakoff, 1973
- A. hecqi Kiriakoff, 1959
- A. hector Kiriakoff, 1959
- A. heinrichi Kiriakoff, 1961
- A. helga Kiriakoff, 1957
- A. heringi Kiriakoff, 1957
- A. hewitti Janse, 1945
- A. hutstaertiana Kiriakoff, 1953
- A. hypomela Kiriakoff, 1956
- A. impura Kiriakoff, 1959
- A. incensa (Walker, 1864)
- A. inconspicua Holland, 1892
- A. infausta Kiriakoff, 1957
- A. insignis Kiriakoff, 1959
- A. invaria Walker, 1856
- A. jacksoni Kiriakoff, 1956
- A. jansei Kiriakoff, 1957
- A. johanna Kiriakoff, 1979
- A. jordani Kiriakoff, 1957
- A. jubdoensis Kiriakoff, 1955
- A. kamitugensis Dufrane, 1945
- A. katriona Kiriakoff, 1957
- A. kelleni Snellen, 1886
- A. kenyae Kiriakoff, 1957
- A. lateritia Herrich-Schäffer, 1855
- A. latipennis Kiriakoff, 1957
- A. lindemannae Kiriakoff, 1961
- A. longipalpus Hulstaert, 1923

- A. lugubris Gaede, 1926
- A. major Le Cerf, 1922
- A. margaretha Kiriakoff, 1957
- A. maria Kiriakoff, 1957
- A. melinos Mabille, 1880
- A. metaleuca Hampson, 1914
- A. meteus (Stoll, 1781)
- A. moira Kiriakoff, 1957
- A. morag Kiriakoff, 1957
- A. morosa Kiriakoff, 1957
- A. nigriceps Aurivillius, 1904
- A. noctis Druce, 1910
- A. ochreogaster Joicey & Talbot, 1921
- A. olbrechtsi Kiriakoff, 1953
- A. pallens Bethune-Baker, 1911
- A. pallida (Hampson, 1901)
- A. pallidicosta Hulstaert, 1923
- A. pamela Kiriakoff, 1957
- A. paniscus Kiriakoff, 1957
- A. paremphares Holland, 1893
- A. paulis Kiriakoff, 1961
- A. pavlitzkae Kiriakoff, 1961
- A. phaeoptera Hampson, 1909
- A. pinheyi Kiriakoff, 1956
- A. priscilla Kiriakoff, 1957
- A. pulverea Hampson, 1907
- A. pumila Hampson, 1909
- A. quinta Kiriakoff, 1973
- A. rhodites Kiriakoff, 1957
- A. robusta Kiriakoff, 1973
- A. rosacea Bethune-Baker, 1911
- A. rothschildi Le Cerf, 1922
- A. rubicundula Strand, 1912
- A. rubra Walker, 1856
- A. rubribasa Bethune-Baker, 1911
- A. rubricosta Talbot, 1929
- A. rubrilineata Bethune-Baker, 1911
- A. rubripuncta Hampson, 1898
- A. rubrovitta Aurivillius, 1904
- A. rufescens Walker, 1855
- A. salmonea Kiriakoff, 1957
- A. schoutedeni Kiriakoff, 1953
- A. seydeliana Kiriakoff, 1953
- A. sheljuzkoi Kiriakoff, 1961
- A. similis Kiriakoff, 1953
- A. subincarnata Kiriakoff, 1954
- A. subnigra Kiriakoff, 1958
- A. subpallens Kiriakoff, 1956
- A. subpumila Kiriakoff, 1957
- A. subrosea Kiriakoff, 1957
- A. subulva (Mabille, 1884)
- A. sudanica Kiriakoff, 1973
- A. taymansi Rothschild, 1910
- A. tenera Kiriakoff, 1973
- A. titan Talbot, 1929
- A. transvaalica Kiriakoff, 1973
- A. tricolor Rougeot, 1977
- A. tricolorana Wichgraf, 1922
- A. umbretta Kiriakoff, 1963
- A. uniformis Bethune-Baker, 1911
- A. upembae Kiriakoff, 194, 1949
- A. usta Debauch., 1942
- A. venustissima Kiriakoff, 1961
- A. virgata Joicey & Talbot, 1921
- A. waelbroecki Debauche, 1938
- A. xanthippa Kiriakoff, 1956